# يوريكا بوليات
يوريكا بوليات (بالكرواتية: Jurica Buljat) (مواليد 19 سبتمبر 1986 في زادار، جمهورية يوغسلافيا الاشتراكية الاتحادية) لاعب كرة قدم كرواتي يجيد اللعب في مركز قلب الدفاع .

## روابط خارجية
- يوريكا بوليات على موقع الاتحاد الأوربي (الإنجليزية)
- يوريكا بوليات على موقع اتحاد كرواتيا (الكرواتية)
- يوريكا بوليات على موقع اتحاد أوكرانيا (الإنجليزية)
- يوريكا بوليات على موقع قاعدة بيانات كرة القدم.إي يو (الإنجليزية)
- يوريكا بوليات على موقع ناشيونال فوتبول تيمز (الإنجليزية)
- يوريكا بوليات على موقع Soccerbase.com (لاعب) (الإنجليزية)
- يوريكا بوليات على موقع Soccerway.com (الإنجليزية)
- يوريكا بوليات على موقع عالم كرة القدم.نت (الإنجليزية)